# Historia Caroli Magni
La Historia Caroli Magni, o Crónica de Turpin o el Pseudo-Turpin, o Crónica de Carlomagno y Roldán (en latín Historia Karoli Magni y Rotholandi), es una obra del siglo XI-XII escrita en francés cuyo autor es desconocido, presentándose como un relato de las hazañas de Carlomagno escrito por el obispo Turpín, un contemporáneo de este último.

## Historia

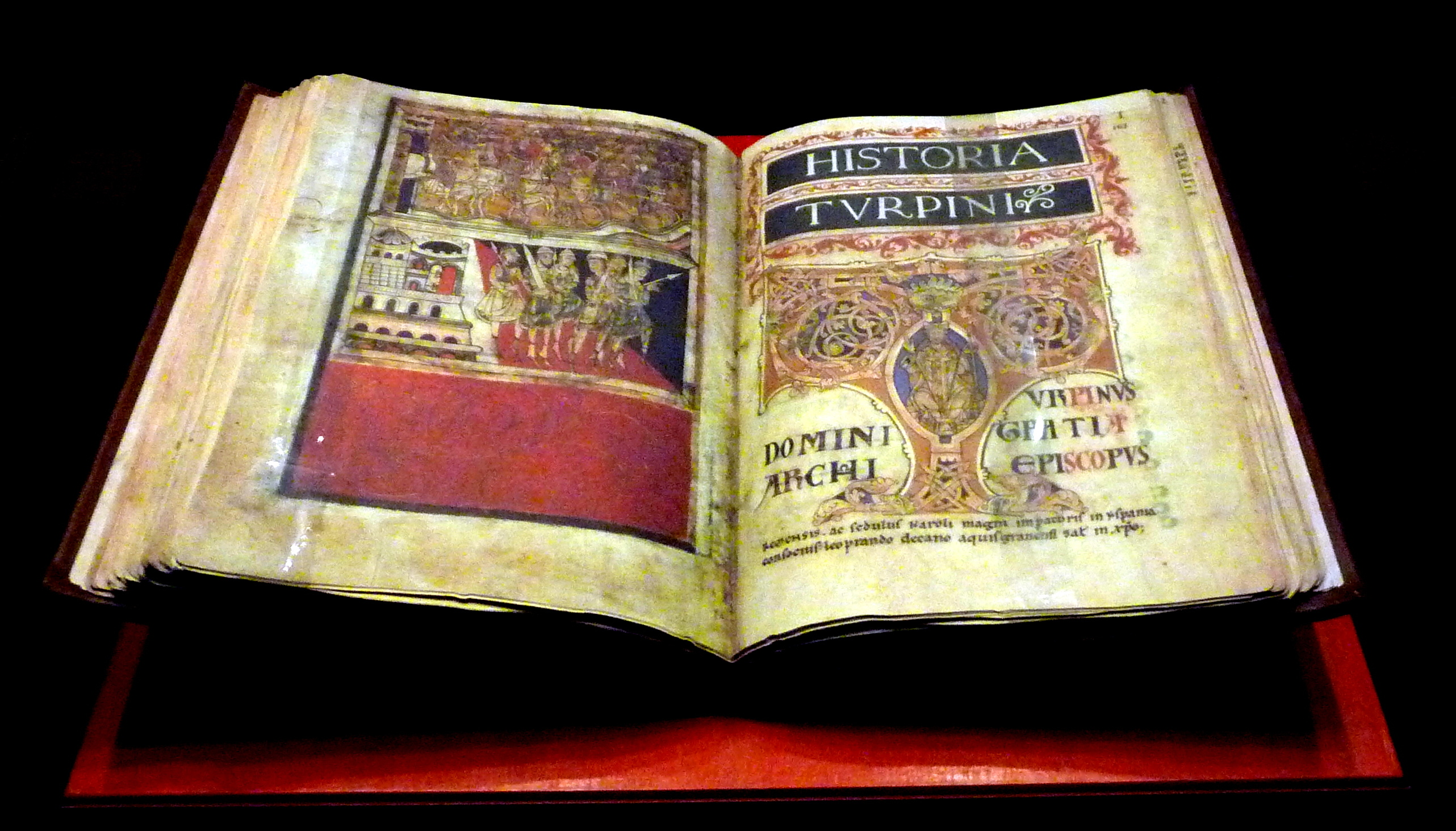
Codex Calixtinus

Se conocen alrededor de un centenar de manuscritos. El más antiguo está contenido en el Codex Calixtinus, donde constituye el Libro IV del Libro de Santiago, colección de textos a favor de la peregrinación a Santiago de Compostela. Sin embargo, reconociendo el carácter apócrifo de la obra que no podría haber sido escrita por un contemporáneo de Carlomagno, los cánones de Compostela separaron la Crónica del resto del manuscrito en el siglo XVII y lo vinculó por separado.
Mientras el Cantar de Roldán mata al obispo Turpín durante la batalla de Roncesvalles, la Crónica de Turpin lo hace sobrevivir a sus heridas. Por tanto, es él quien se presenta como el autor de la obra. En realidad, el libro fue escrito en el siglo XII y, en todo caso, antes de 1166 porque siete capítulos del libro se citan en una «Vida de Carlomagno» publicada con motivo de la canonización del emperador por el antipapa Pascual III en 1165. Gaston Paris, en particular en una tesis publicada en 1865, ve en ella una obra escrita por dos autores diferentes, uno en el siglo XI y otro en el XII. Para Joseph Bedier, el trabajo fue publicado por un solo autor entre 1125 y 1165. Meredith Jones considera que la obra es profundamente diferente del resto del Libro de Santiago y que debe derivarse de un texto más simple escrito alrededor de 1120 o 1130. En total, la obra podría ser un conjunto de varias piezas, algunas relacionadas con la devoción a Santiago, otras dedicadas a diversas hazañas de Carlomagno y Roldan.

## Contenido de la Crónica

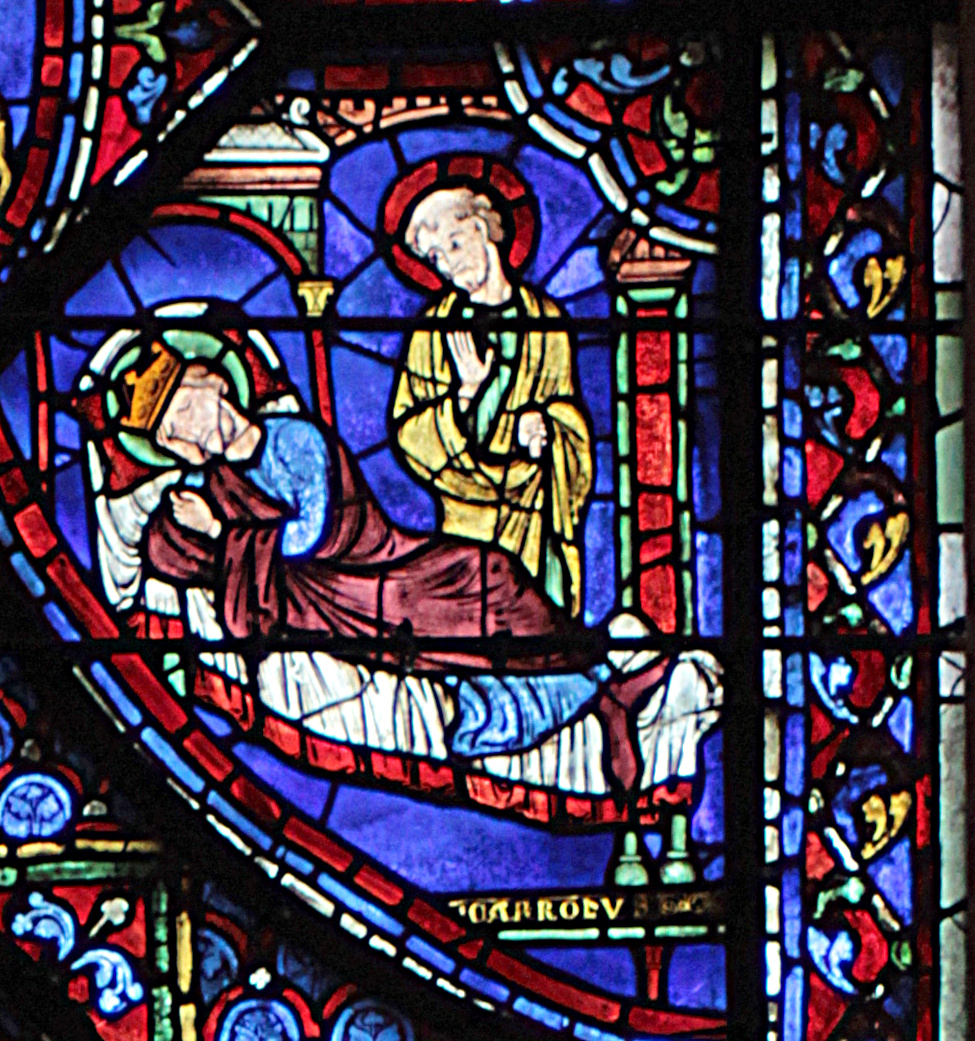
Aparición de Santiago (adaptación de la Crónica sobre la vidriera de Carlomagno en Chartres)

La Crónica habla, por primera vez, de la primera expedición de Carlomagno a España (capítulos I a IV). Santiago se aparece a Carlomagno y lo llama para que venga y libere el Camino de Santiago de los sarracenos que lo ocupan. Una vez que la expedición tuvo éxito, el emperador regresó a Francia donde fundó iglesias dedicadas a Santiago.
Sin embargo, un rey de África, Agolante, vino a devastar España (capítulos VI al X). Carlomagno emprende por tanto una segunda expedición, pero Agolante llega para llevar la guerra a Aquitania, Agen y Saintes. Finalmente derrotado, se refugia en Pamplona desde donde aún provoca al emperador.
Carlomagno reunió entonces todas las fuerzas de su imperio (capítulos XI a XXVII), finalmente mató a Agolante y reunió un concilio en Compostela, que se convirtió en una de las tres principales sedes apostólicas del mundo cristiano con Roma y Éfeso. A la vuelta, Carlomagno es víctima de un ataque liderado por dos reyes sarracenos, con la complicidad de Ganelón: es la batalla de Roncesvalles donde muere Roldán.
Finalmente (capítulos XXVIII a XXXIII), Carlomagno distribuyó los cuerpos de los mártires de Roncesvalles entre varias iglesias francesas y reunió un nuevo concilio en Saint Denis. Finalmente se retiró a Aix-la-Chapelle. Un epílogo, atribuido al Papa Calixte II, narra la muerte de Turpin.

## Las variantes
Debido a su gran éxito durante la Edad Media, la Crónica de Pseudo-Turpin estuvo sujeta a variaciones, particularmente en Gales y el mundo anglo-normando.
La Crónica santongesa es una de estas variantes, representada en tres manuscritos. La historia se enriquece allí con muchos detalles relacionados con la región de Saintes y asociados con un conjunto de textos llamados «Toda la historia de Francia».

## Ediciones impresas y traducciones
La Historia se imprimió por primera vez en 1566 en Frankfurt; quizás la mejor edición sea la editada por Ferdinand Castets como Turpini historia Karoli magni et Rotholandi (París, 1880). Ha sido traducido muchas veces al francés y también al alemán, danés e inglés. La traducción al inglés es de Thomas Rodd y se encuentra en la History of Charles the Great and Orlando , atribuida a John Turpin ( Londres , 1812), disponible en línea en formato PDF en Google Books , en varios formatos en Internet Archive y en HTML por capítulos. en Kellcraft Studios Web Textures. Rodd omite la tabla de contenido, que es parte de la fuente original, así como los últimos cuatro capítulos.  En 2014 se publicó una nueva traducción al inglés con ilustraciones, introducción y notas de Kevin R. Poole.